# Peugeot Typ 156

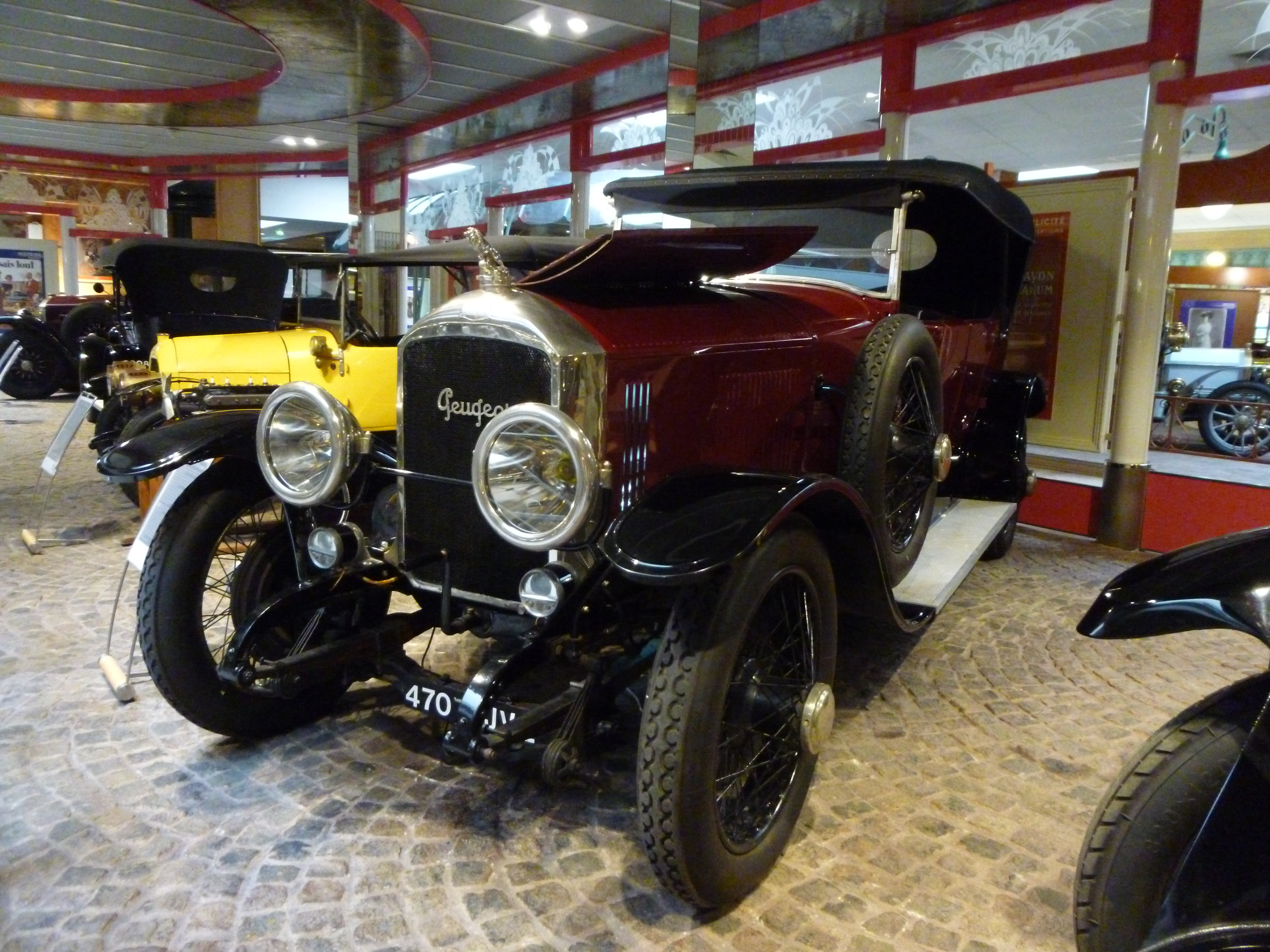
Peugeot Type 156

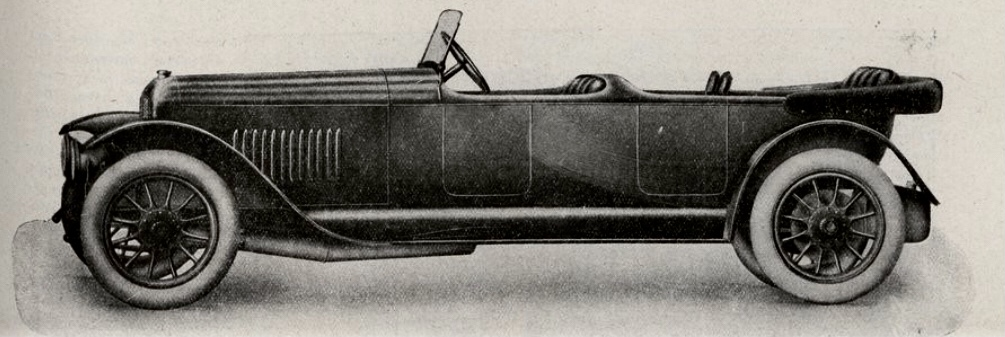
Peugeot Type 156

Der Peugeot Typ 156 ist ein Automodell des französischen Automobilherstellers Peugeot, von dem von 1921 bis 1923 im Werk Sochaux 180 Exemplare produziert wurden.
Die Fahrzeuge besaßen einen ventillosen Sechszylinder-Viertaktmotor mit 5954 cm³ Hubraum mit 95 mm Bohrung und 140 mm Hub, der vorne angeordnet war und über Kardan die Hinterräder antrieb.
Bei einem Radstand von 367 cm und einer Spurbreite von 146 cm betrug die Fahrzeuglänge 480 cm. Die Karosserieformen Torpedo, Limousine, Cabriolet und Coupé-Landaulet boten Platz für vier bis sechs Personen. Die Höchstgeschwindigkeit war mit 90 km/h angegeben.